# توم كوكس
توم كوكس (بالإنجليزية: Tom Cox)‏ هو كاتب بريطاني، ولد في 20 مايو 1975.